# Сборная Сен-Бартелеми по футболу
Сборная Сен-Бартелеми по футболу является официальной сборной Сен-Бартелеми.

## История
Первая игра прошла в июле 2010 года против сборной Сен-Мартена.

## Список международных матчей
По состоянию на 12 февраля 2014 года.
| Дата            | Место         | Результат     |            |       |
| --------------- | ------------- | ------------- | ---------- | ----- |
| 3 июля 2010     | Сен-Мартен    | Сен-Бартелеми | Сен-Мартен | 0 — 3 |
| 8 сентября 2012 | Сен-Бартелеми | Сен-Бартелеми | Гваделупа  | 1 — 8 |